# Guillaume du Bartas
Guillaume de Salluste du Bartas (w języku oksytańskim Guilhèm de Sallusti deu Bartàs; ur. 1544 w Monfort, zm. 28 sierpnia 1590 w Mauvezin) – francuski poeta, piszący także w dialekcie gaskońskim.
Urodził się w rodzinie zamożnych kupców. Studiował prawo w Tuluzie. W roku 1565, podczas igrzysk kwietnych, z których słynęło to miasto, zdobył Nagrodę Fiołka za swoje wczesne utwory. Po tym sukcesie królowa Nawarry, Joanna d’Albret, zamówiła u niego poemat epicki opisujący losy biblijnej Judyty. Utwór ten, La Judith, został wydany dopiero po śmierci władczyni w zbiorze Muse chrétienne  (Muza chrześcijańska, 1574), wraz z Uranie {Urania) i Le Triomphe de la foi (Triumf wiary). W roku 1565 ojciec Guillaume’a kupił zamek du Bartas, który poeta odziedziczył rok później. W roku 1570 poślubił Catherine de Manas, z którą miał cztery córki. Jako krajczy Henryka III Nawarskiego, z czasem wyróżniony tytułem szlacheckim, a zarazem gorliwy hugenota i odważny wojownik, podróżował w imieniu króla z licznymi poselstwami do Anglii i Danii. 
Sławę zdobył dzięki poematowi encyklopedycznemu w siedmiu pieśniach La Sepmaine ou La Création du monde (Tydzień albo stworzenie świata, 1578-1584). Utwór ten, obficie czerpiący z wątków Starego Testamentu, został przetłumaczony na wiele języków i miał ponad sto pięćdziesiąt wydań w ciągu niespełna osiemdziesięciu lat. Stał się również źródłem inspiracji dla Johna Miltona, Joosta van den Vondela, Torquata Tassa i George’a Byrona. Poeta jawił się w nim jednoznacznie jako obrońca teorii geocentrycznej, który zasadę kopernikańską uważa za pomyłkę. Du Bartas nie zdołał ukończyć swojego następnego wielkiego poematu La Seconde Sepmaine (Drugi tydzień, 1584), poświęconemu dziejom ludzkości aż do sądu ostatecznego. 
Biegle posługiwał się dialektem gaskońskim. W roku 1578, z okazji przybycia na dwór w Nérac Małgorzaty Walezjuszki i Katarzyny Medycejskiej, ułożył alegoryczne powitanie w trzech językach, ukazując trzy muzy uosabiające francuski, łacinę i gaskoński, które spierają się o prawo przyjęcia tak ważnych gości. 
Współcześni krytycy dorobek du Bartasa oceniają w rozmaity sposób. Dla jednych jego utwory są przykładem napuszonego, zawikłanego stylu przeładowanego erudycyjnymi wtrętami i dziwacznymi neologizmami, które tylko pozornie wzbogacają słownictwo w myśl wskazań Plejady; inni widzą w tej twórczości rozmach i zapowiedź  kunsztu językowego z czasów baroku. Du Bartas był najprawdopodobniej pierwszym francuskim poetą tłumaczonym na język polski.